# Тефлон
Тефлон е търговското наименование на полимерното съединение политетрафлуоретилен (ПТФЕ) или (PTFE), открито от Рой Плънкет (1910 – 94), работещ в компанията DuPont, през 1938. Продава се на пазара от 1946. Политетрафлуоретиленът е полимер на флуора и на етилена.

## Структурна формула
```
    F   F
    |   |
R – C – C – R
    |   |
    F   F

```

(„R“ означава повторение.)

## Свойства
ПТФЕ има най-малкия коефициент на триене от всички твърди вещества. Използва се като незалепващо покритие за тигани, тенджери и други елементи от кухненското оборудване. ПТФЕ има много ниска степен на химическа активност и се използва в съдове и тръби за съхраняване на силно активни химикали. Температурата му на топене варира от 260 °C (FEP) до 327 °C (ПТФЕ) в зависимост от конкретния полимер.
Има превъзходни електрически параметри, включително и при СВЧ, поради което се използва за изолиране на кабели, съединители и др. В съчетание с високата си температура на топене, ПТФЕ е по-ефикасен от по-неустойчивия и лесно топим полиетилен, използван в евтините решения.
ПТФЕ има много приложения в промишлеността, като например служи за покритие на някои видове бронебойни боеприпаси, за да се намали износването по нареза на огнестрелното оръжие.
Поради ниския си коефициент на триене се използва на места, където е необходимо плъзгане на части като напр. лагери, втулки, зъбни предавки, плъзгащи пластини и др. ПТФЕ се държи значително по-добре в сравнение с найлона и ацетала.

## История
ПТФЕ е открит случайно от Рой Планкет от компанията DuPont през 1938 по време на опити за създаване на нов хладилен агент за халогенопроизводните на алкана, когато перфлуоретиленът полимеризирал в съда, където се съхранявал. DuPont го патентова през 1941 и регистрира търговската марка Teflon през 1944. Първата му масова употреба е за проекта Манхатън, когато се използва под името K416 като материал за съхранение на силно активния уранов хексафлуорид. Излиза на пазара през 1946 и през 1950 DuPont вече продава 450 t годишно във Вирджиния.

## Допълнения
Тефлонът е допълнен от силвърстоун (на английски: SilverStone), друг продукт на DuPont. Силвърстоунът е флуорополимерна система с тройно покритие, която е с по-голяма устойчивост от тефлона. Силвърстоунът излиза на пазара през 1976.

## Токсичност
Незалепващите покрития на тигани, тави, тенджери и др. отделят токсични газове при прегряване, които могат да бъдат смъртоносни за птиците и да причинят здравословни проблеми на хората.